# Mathilde Guthlin Delaporte
Pour les articles homonymes, voir Guthlin et Delaporte.
Mathilde Guthlin Delaporte, dite Philippe Gallois (pseudonyme d'artiste), née Mathilde-Louise-Agnès Delaporte le 5 juillet 1838 à Dunkerque et morte le 23 décembre 1911 à Saint-Maur-des-Fossés, épouse de Philippe Guthlin, est une compositrice et pianiste française, officier d'Académie.

## Biographie

### Naissance et enfance
Mathilde-Louise-Agnès Delaporte naît le 5 juillet 1838 à Dunkerque. Elle est la petite-fille de Arnould Claude Gallois, sous-préfet de la Lys sous Napoléon Ier,.

### Vie de famille
Elle épouse Philippe Guthlin le 29 juin 1858 à Dunkerque. Le couple restera sans enfants. Elle quitte sa ville natale de Dunkerque en 1870 pour suivre son époux dans ses nominations de professeur. Après le décès de son époux en 1888, elle s'installe au Parc Saint-Maur (quartier de Saint-Maur-des-fossés), dans sa résidence appelée aussi Villa Gallois, au 42-44 avenue de l'Echo (actuelle avenue Gabriel Péri), aussi siège de la Société académique musicale de France dont elle fut présidente. 

### Artiste musicienne et compositrice

#### Carrière musicale
Mathilde Guthlin Delaporte est pianiste et compositrice, et se fait connaître sous son pseudonyme d'artiste Philippe Gallois (composé du nom de famille de son grand-père et du prénom de son époux).  
Le 28 octobre 1894, elle est au programme du grand concert de l'Obole au Trocadéro, aux côtés de Rose Caron, Léon Melchissedec, Paul Mounet, Jacques Isnardon, et d'autres artistes comme Marguerite Duclerc, Loys Amel et Louis Delaquerrière,. Le 1er septembre 1894, lors d'un concert organisé au Parc Saint-Maur, ses compositions, qu'elle accompagne elle-même au piano, sont interprétées par Blanche Marot de l'Opéra-Comique. 
Le 24 avril 1895, au Théâtre de la Galerie Vivienne, la Société Académique musicale de France qu'elle préside, organise, salle comble, une soirée de gala avec les meilleurs artistes de l'Opéra, de l'Opéra-Comique, de l'Odéon, du théâtre de la Monnaie. 
Le 6 mai 1895, elle est au programme de la première audition publique du Cercle de la Critique parlée, présidé par Jules Lemaître, à la Bodinière. Le 22 avril 1899, elle joue lors du banquet annuel de la Revue littéraire de l'Athénée, au Palais Royal. 
Les 30 mars et 27 avril 1901, elle interprète plusieurs morceaux pour les Amis de L'Athénée, dont elle fait partie depuis longtemps. Le 14 mars 1905, elle interprète au piano la marche Le Départ du Régiment de Jacques Louis Battmann lors de la représentation annuelle de la revue littéraire et artistique l'Echo des Jeunes, à la salle de l'Athénée Saint-Germain. Le 17 novembre 1908, lors d'un banquet de l'Athénée de France en l'honneur du poète Frédéric Mistral, elle interprète au piano un poème de Henri David (nommé "le félibre d'Arville"). Le 8 février 1909, elle interprète le poème La Prière de la Bretonne de Pawlowski qu'elle a elle-même mis en musique, chanté par Ysabel de Marthold de l'Opéra-Comique. Le 28 mars 1909, elle interprète Mendelssohn lors du banquet annuel de l'Athénée de France. En hiver 1909, au concert de la Société des Auditions Modernes, présidée par Paul Vidal, elle interprète, Salle Peyel, un quatuor avec piano.  
Le 13 février 1907, elle est décorée comme officier d'Académie,.

#### Engagement en sociétés artistiques

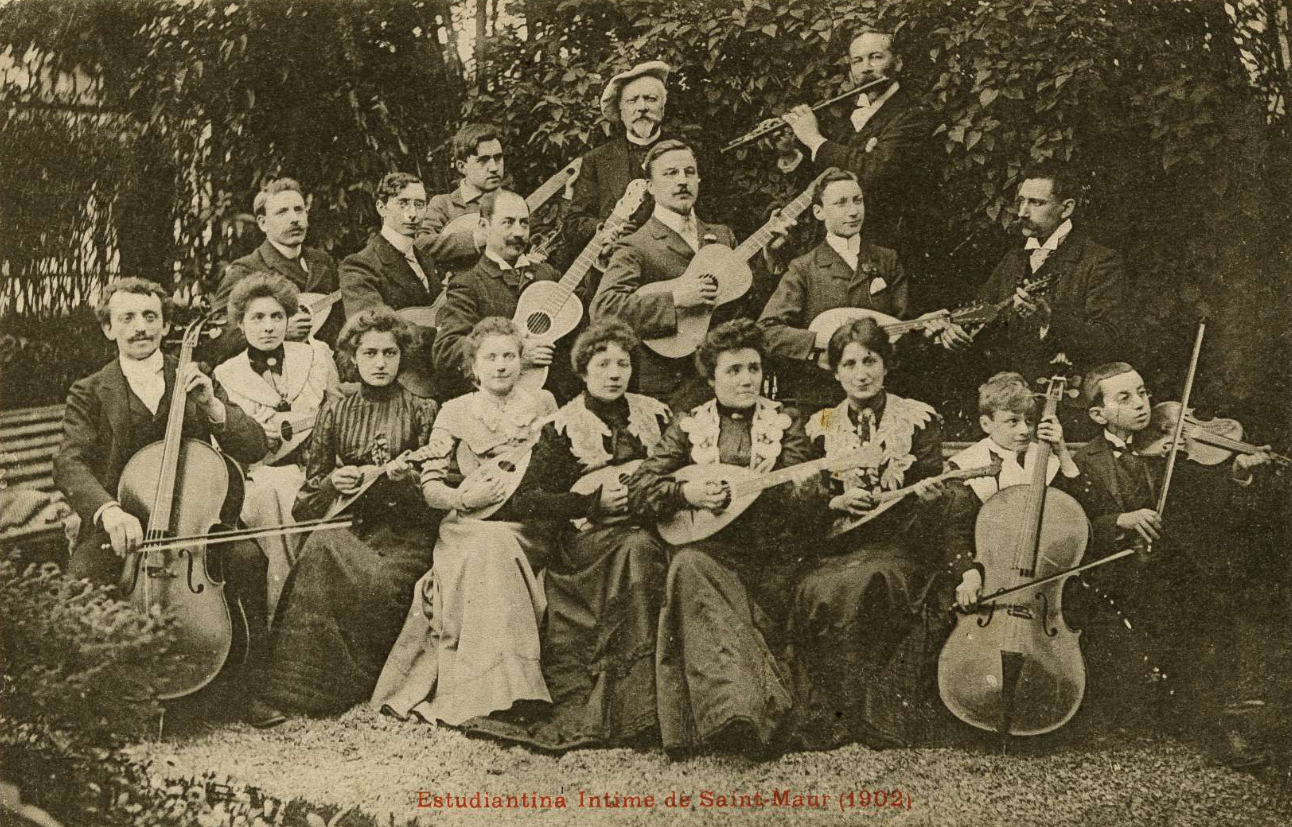
Rencontre de l'Estudiantina intime de Saint-Maur en 1902 (il est probable que Mathilde soit sur cette photo)

Elle a été présidente de l'Estudiantina de Saint-Maur-des-Fossés (avant 1900).   
Elle est présidente de la Société académique musicale de France, fondée en 1893, dont la mention "musicale et littéraire" sera ajoutée en 1895. E. Mathieu d'Auriac, auteur-comédien, en est élu secrétaire en 1895. Les assemblées générales de la société ont lieu chez elle, à la villa Gallois, au Parc Saint-Maur. Le but de la société est d'être un « appui pour compositeurs, auteurs, professeurs et artistes » et d'organiser « auditions, concours, publicité ». Jusqu'à au moins 1897, elle dirige la Revue Lyrique qui est la publication de la Société académique musicale de France. Cette société qu'elle a présidée durant de nombreuses années compta entre autres comme présidents d'honneur Jules Massenet, Eugène Gigout et Alexandre Guilmant, comme président d'honneur du jury du concours Théodore Dubois, et comme membre du comité d'honneur Louis Diémer, Charles-Marie Widor, Henri Rabaud, Hortense Parent et Caroline Montigny-Remaury.  

#### Autres activités
Elle est membre du Comité des dames de Saint-Maur  pour l'Organisation de la société française de secours aux blessés militaires dans les départements, en tant que conseillère.

### Mort
Elle est morte le 23 décembre 1911 à Saint-Maur-des-Fossés.  
Dans ses testaments, elle lègue la moitié de sa fortune à l'hospice civil de Dunkerque, et la somme de 3000 francs et de toutes ses compositions musicales à la Société académique musicale de France qu'elle présida. Elle souhaite que cette dernière publie ses meilleures œuvres. Son portrait réalisé par le peintre Jean-Jacques Henner est destiné au Musée du Louvre. Elle possède aussi une lettre autographe de Weber encadrée, un portrait autographe de Liszt. 
À sa mort en 1911, la Société académique musicale de France, destinatrice de partie de ses biens, semble ne plus exister, étant introuvable pour le notaire qui n'a à sa connaissance que le nom tronqué de la société (sans l'adjectif "musical") et le fait que la défunte en fut membre (affaire publiée dans plusieurs journaux).

## Distinctions et prix

### Distinctions
- Officier d'Académie (13 février 1907)[d],[e]
- Décorée de l'Encouragement au Bien[m],[2]
- Décorée de la "Cruz Roja" (Croix-Rouge) d'Espagne[2]

### Prix
- Prix au grand concours international de la Confédération Littéraire et artistique de France (interprétation de la grande Polonaise de Chopin) [26](1901)
- 2e prix pour un poème musical en 1902, section musique du 22e concours de L'écho des Jeunes [27],[n] (1902)

## Œuvres

### Compositions musicales
Publications conservées dans les archives nationales de la BNF, :
- Agnus Dei à une voix par Philippe Gallois (1901)
- Bourrée, pour piano (1899)
- Danse champêtre, pour piano (1893)
- Minuetto, pour piano (1892)
- Bluette [pour piano] (1892)
- Le Rouet d'Yvonne [pour piano] (1892)
- Tic-Tac, fantaisie pour piano (1890)
- Souvenirs, romance sans paroles pour piano (1889)
- Promenade au piano, caprice pour piano (1889)
- Tartarin au Righi. Valse (pour orchestre) P. Gallois (1889)
- Tartarin au Righi Valse brillante pour piano par Philippe Gallois (1889)
- Marguerite, rêverie enfantine pour piano (1889)
- Ô Salutaris avec accompagnement d'orgue ou de piano (ad. lib.), musique de Philippe Gallois (1889)
- La fenaison

Autres compositions connues :
- Il passera de l'au sous l'pont (chant publié en 1894)[30]
- Laquelle des trois, sur des paroles de Mathieu d'Auriac (1894)[31]
- Philosophie printanière, sur des paroles de Labarrière (1894)[31]
- La Polonaise

### Ecriture de paroles
- Dans la clairière, paroles sur une musique de Magalli (1894)[31]

### Publications
- Notice biographique de M. Arnould Claude Gallois[2]